# 尾叶雀舌木
尾叶雀舌木（学名：Leptopus esquirolii）为大戟科雀舌木属下的一个变种。

## 扩展阅读
維基物種上的相關：尾叶雀舌木